# 진속이제
진속이제(眞俗二諦)는 진제(眞諦)와 속제(俗諦)를 통칭하는 불교 용어로, 줄여서 이제(二諦)라고도 한다.
진제(眞諦, 산스크리트어: परमार्थ Paramārtha)는 승의제(勝義諦) 또는 제1의제(第一義諦)라고도 하며, 속제(俗諦)는 세속제(世俗諦) 또는 세제(世諦)라고도 한다. 제(諦)란 진리를 뜻하나, 속제는 세상의 일반 사람들에게 알려진 도리를 뜻하고 진제는 불교를 깨우친 사람들("부처 · 붓다")에게 알려진 사성제 · 연기 · 중도 등의 진리를 말한다. 또한 대승불교에서는 속제가 인간의 언어나 사상의 세계에 속하는 것이며, 진제는 이를 초월한 공(空)의 진리로서, 더구나 속제에 의해서 진제를 얻을 수 있다고 주장한다.

## 이제합명중도설
이제합명중도설(二諦合明中道說)은 고구려의 승려인 승랑(僧朗: 6세기)이 제창한 인식 방법으로 그의 대표적인 사상이다. 중도(中道)는 불교의 궁극적인 진리를 의미하는데, 이 중도를 밝히는 방법으로 2제(二諦)를 합명(合明)하는 방법을 쓴 것을 이제합명중도설이라 한다. 2제란 세제(世諦)와 진제(眞諦)의 둘을 의미한다. 승랑은 모든 부처는 항상 2제에 의하여 설법했으며, 따라서 모든 경전은 2제를 벗어나지 않으며, 2제를 밝히면 모든 경전을 해득하게 된다고 주장하였다. 그리고 2제를 2종으로 나누어서 설명하고 있으나 결국은 비이(非二) · 비불이(非不二)를 제1의제(第一義諦)로 한다고 하였다. 이러한 학설은 중국에까지 영향을 미쳐, 승랑은 중국 삼론종의 제3대조가 되었다.

## 같이 보기
- 나가르주나

## 참고 문헌
- 이 문서에는 다음커뮤니케이션(현 카카오)에서 GFDL 또는 CC-SA 라이선스로 배포한 글로벌 세계대백과사전의 내용을 기초로 작성된 글이 포함되어 있습니다.